# Mirosław Włodarczyk (lekkoatleta)
Mirosław Włodarczyk (ur. 24 lutego 1959) – polski lekkoatleta, skoczek wzwyż.

## Osiągnięcia
Zawodnik AZS Kraków. Brązowy medalista halowych mistrzostw Europy w Budapeszcie (1983) – zdobył wówczas jedyny medal dla polskiej reprezentacji (2,27 m).

## Rekordy życiowe
Na stadionie
- skok wzwyż – 2,26 m (Kraków 04.06.1983)

W hali
- skok wzwyż – 2,27 m (Budapeszt 05.03.1983)[1]

Startował później w zawodach weteranów. Jego wynik z roku 1994 – 2,08 m jest rekordem Polski weteranów w kat. M 35.